# منى الخير

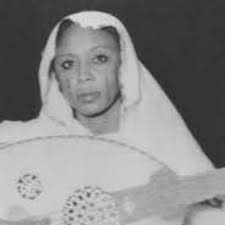

منى الخير مغنية سودانية من الرعيل الأول من النساء المغنيات في السودان.

## الميلاد والنشأة
ولدت منى الخير وإسمها الأصلي آمنة الخير في عام 1937 م حي بري أبو حشيش، وكان جدها شيخاَ على ديم أبو حشيش بمدينة بورتسودان الذي حمل اسمه ويقال إن حي بري أبو حشيش بالخرطوم سمي عليه أيضا. 
تقول عنها ابنتها سعدية: «لقد كانت والدتي عميدة الأسرة فأخوالها ورغم أنهم يكبرونها سناً إلا أنهم كانوا يعتمدون عليها في كل كبيرة وصغيرة تمدهم بالرأي والفكر». ووفقا لها تزوجت منى الخير مرتان وكان زوجها الأخير عازفاً لآلات موسيقية بفرقتها الغنائية. 

## مسيرتها الغنائية
بدأت منى الغناء في حفلات الأعراس بترديد أغنيات الحماسة و الدلوكة في سن مبكرة حيث لم تتجاوز عمرها 14 عاماً، فشدت الانتباه بصوتها خاصة الوسط الفني آنذاك وبعد أن فازت أغنيتها رسائل غرام وهي من كلمات الشاعر إسماعيل حسن بجائزة اتحاد نساء السودان عام 1958م. وكان من ضمن من استمع إلى أدائها الغنائي الملحن أحمد خليل الذي قدمها إلى فرقة الخرطوم جنوب للموسيقى في عام 1959م. وبانضمامها للفرقة انتقلت منى من مرحلة أغاني البنات التي تُستخدم فيها الآلات الإيقاعية فقط إلى مرحلة الغناء بالآلات الوترية، قوبل نشاطها الفني بمعارضة من اسرتها لا سيما من قبل خاليها وكانا معروفين بالتدين. وتمت إجازة صوتها في الإذاعة السودانية في أم درمان ، وحتى لا يتأثر أداؤها بالانتقال من الأغاني الإيقاعية إلى أغاني الآلات الوترية تم تأليف أغنيات على إيقاع أغنياتها السابقة مثل أغنية «الليل بلال بلال ما جا»، ثم انتقلت إلى الأغنيات الكبيرة مثل «الحمام الزاجل»، و«عيون المها». 

## أعمالها الفنية
قدمت منى أكثر من 50 أغنية منها: أغلى الحبايب، وليك أغنى، والحمام الزاجل وغردي يا طيور ويهون عمري وزمانى وما لي سواك وقصائد غرام، وغبت عني مالك.

## الشعراء
تعاملت منى الخير مع عدد من الشعراء الغنائيين الكبار من بينهم عبد الرحمن عبد الله و إسماعيل حسن، و محمد علي أبو قطاطي وسعد الدين إبراهيم.

## وفاتها
توفيت منى الخير في 26 يناير عام 1980م بمستشفى الخرطوم.